# Bandeira de Hesse
A bandeira de Hesse é um dos símbolos oficiais do estado federal do Hesse, Alemanha. Consiste em um bicolor de um topo vermelho e uma faixa branca de fundo, na proporção 03:05. A bandeira do estado é semelhante, exceto que é desfigurado com o brasão de armas no centro, e só pode ser utilizada por departamentos e serviços do governo. É o reverso da bandeira da Turíngia e, além das proporções e os tons de vermelho, idêntica à bandeira da Indonésia e da bandeira de Mônaco. 